# Gunvoria spatulata
Gunvoria spatulata is een hooiwagen uit de familie Triaenonychidae.